# Daniel Herbert
Daniel Joseph Herbert (Brisbane, 6 de febrero de 1974) es un ex–jugador australiano de rugby que se desempeñaba como centro. Es hermano menor del también jugador de rugby Anthony Herbert.

## Selección nacional
Fue convocado a los Wallabies entre 1994 y 2002, fue un jugador regular y titular en su seleccionado e integró el plantel que enfrentó a los British and Irish Lions victoriosamente en la Gira de 2001; Herbert marcó dos tries para la victoria final en el último partido. En total jugó 67 partidos y marcó 55 puntos, productos de 11 tries.

### Participaciones en Copas del Mundo
Participó de Sudáfrica 1995 y Gales 1999 donde se consagró campeón del Mundo.
| Mundial                       | Sede      | Resultado        | PJ | Tries |
| ----------------------------- | --------- | ---------------- | -- | ----- |
| Copa Mundial de Rugby de 1995 | Sudáfrica | Cuartos de final | 2  | 0     |
| Copa Mundial de Rugby de 1999 | Gales     | Campeón          | 5  | 0     |

## Palmarés
- Campeón de The Rugby Championship de 2000 y 2001.
- Campeón del Super 10 de 1994 y 1995.